# Битка за Лерин
Битката за Лерин (на гръцки: Μάχη της Φλώρινας) е повратно сражение от Гръцката гражданска война, след което правителствените войски на Гърция минават в решително настъпление срещу силите на Демократичната армия на Гърция.

## Сражение
На 12 февруари 1949 година 14-а, 18-а и 107-а бригади на ДАГ, две батареи артилерия и офицерската школа на ДАГ, съставени 70% от българоговорещи бойци, започват настъпление към град Лерин. Правителствените войски разполагат с три пехотни бригади с 40 оръдия, танкове и авиация. Те получават предварително сведения за готвеното нападение и укрепяват града с мрежа от бункери.
При нападението един батальон на ДАГ успява да пробие обръча на отбраната и да влезе в града, но не е подкрепен от други части. След двудневно сражение комунистическите части са отблъснати с 1200 убити бойци, след което те се оттеглят в района на Преспа и губят бойната инициатива.
Сражението е едно от най-кръвопролитните през войната. Според други данни силите на ДАГ губят 700 убити и 350 пленени, докато правителствените войски губят 400 убити и 82 пленени бойци.